# Stavěšice
Stavěšice (en allemand : Stawieschitz) est une commune du district de Hodonín, dans la région de Moravie-du-Sud, en République tchèque. Sa population s'élevait à 362 habitants en 2020.

## Géographie
Stavěšice se trouve à 7 km à l'ouest de Kyjov, à 18 km au nord-nord-ouest de Hodonín, à 38 km au sud-est de Brno et à 223 km à l'est-sud-est de Prague.
La commune est limitée par Želetice et Dražůvky au nord, par Strážovice à l'est, par Šardice au sud et au sud-ouest, et par Nenkovice à l'ouest.

## Histoire
La première mention écrite de la ville date de 1389.